# Зундгау
47°37′23″ пн. ш. 7°14′22″ сх. д. / 47.623055555556° пн. ш. 7.2394444444444° сх. д.
Зундгау (нім. Sundgau, фр. Sundgau) — географічна територія на півдні Ельзасу (Верхній Рейн і Бельфор), на сході Франції.
Назва походить від алеманської німецької Sunt-gowe («Південний граф»), що позначає алеманське графство в давньоверхньонімецький період.
Головне місто та історична столиця Альткірш.
Значно менший французький округ Зундгау, запроваджений Законом Вуане 1999 року, приблизно відповідає округу Альткірш, що складається з чотирьох кантонів і 112 комун на півдні більшого регіону Зундгау.

## Географія
Горбистий регіон обмежений на півдні швейцарським кордоном і передгір'ям Юри, на сході долиною Рейну в околицях Базеля, на півночі Мюлузом і багатим на калій басейном Ельзасу, а на заході Бельфорською брамою.
Складається з частин сучасного департаменту Верхній Рейн і території Бельфор в регіонах Ельзас і Франш-Конте.
Родючі лесові ґрунти традиційно сприяли неспеціалізованому сільському господарству, причому рослинництво в основному було організовано в смуги.
Основними культурами є кукурудза, пшениця та ріпак.
Іль, найважливіша річка в Ельзасі, крім Рейну, перетинає Зундгау з півдня на північ перед тим, як впасти в Рейн біля Страсбурга.
Його джерело знаходиться у Венкелі в передгір'ях Юри.
Інші річки визначають долини регіону, такі як Ларге, яка має витоки біля Куртавона, тече через Даннемарі та зливається з Іль в Ільфюрті.
У середні віки монахи вирощували коропа в невеликих ставках долини, а carpe frite (смажений короп) залишається місцевою фірмовою стравою.
Зображення двох коропів також присутні на гербі Зундгау.

## Передісторія
Археологічні розкопки виявили залишки поселень епохи палеоліту та неоліту.
Знайдено також сліди кремаційних вогнищ бронзової доби.
Розкопки в Ільфюрті датуються залізною добою (650 р. до н. е. — 430 р. до н. е.).

## Історія
У I с. до н. е. плем'я секвани (найбільш «галльське з галлів», за словами історика Анрі Мартена), зосереджене навколо Безансона, оселилося в Зундгау.
З 70 р. до н. е. вони вели постійну війну зі своїми сусідами, едуями, звертаючись до германських найманців на чолі з Аріовістом.
Коли конфлікт закінчився, германці оселилися в регіоні, і секвани, щоб їх усунути, звернулися до римлян.
Юлій Цезар переміг Аріовіста в 58 р. до н. е. поблизу Серне, і почалося тривале панування римлян.
Римське панування закінчилося в 405 році, коли алемани перетнули Рейн і захопили Зундгау.
За ними своєю чергою пішли франки після їхньої перемоги в битві при Тольбаку в 496 році.
Зундгау включили до королівства Австразія, а християнство запровадили під орудою Меровінгів.

### Франція

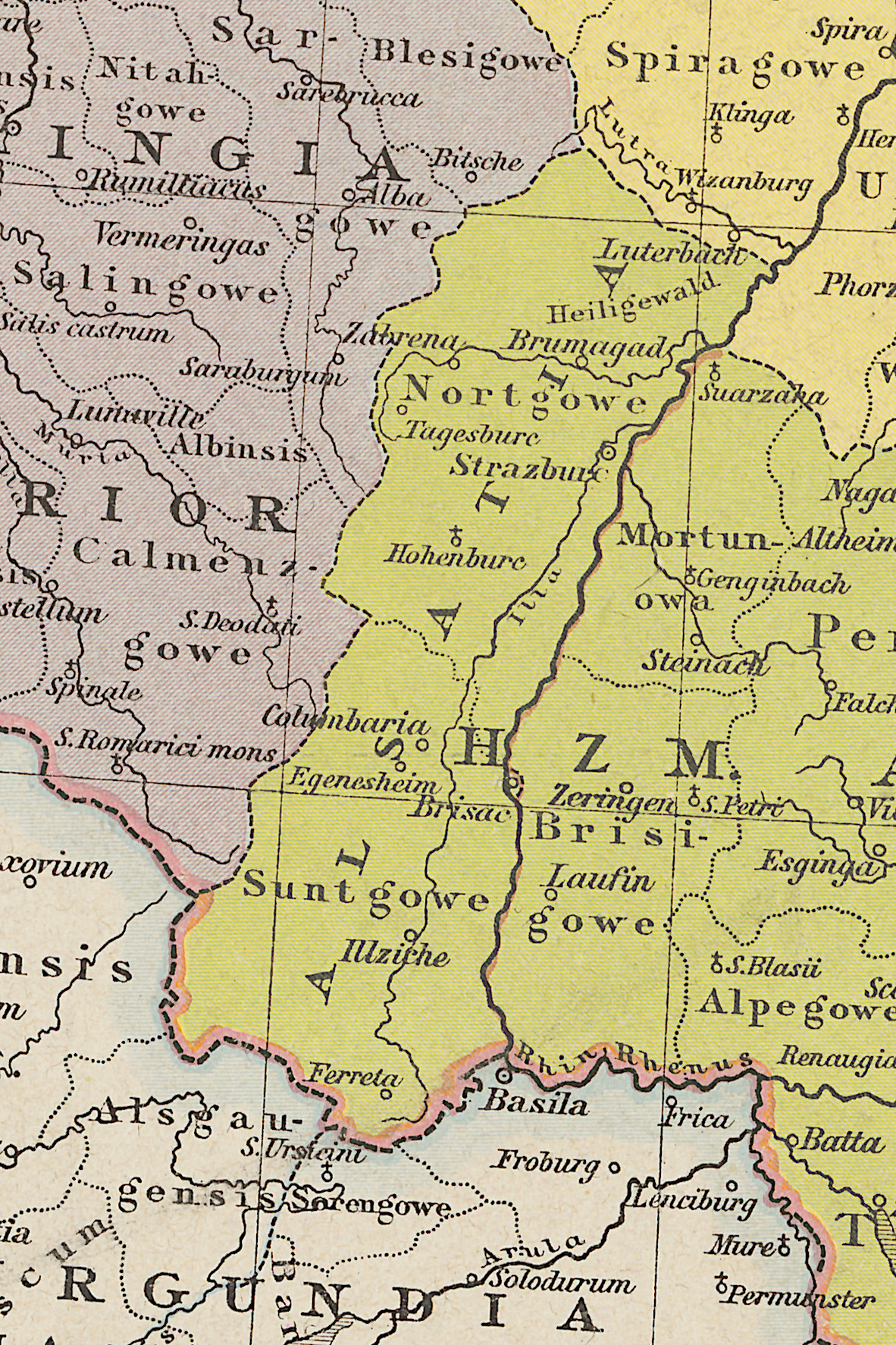
Ельзас в 1000 році, розділений на Нордгау і Зундгау

У 750 році герцогство Ельзас розділили на два графства: Нордгау (Верхній Ельзас) і Зундгау, останнє згадується в Мерсенському договорі 870 року.
Історично Зундгау збігається з землями графів Ферретт і Габсбургів, за винятком міста Мюлуз і його територій Ільзак і Моденгайм.
Географічно Зундгау позначає територію, що містить горбисту місцевість на південь від Мюлузу та сягає долини Люсель.
У IX—X сторіччях Зунгдау управлявся сім'єю Лійтфрідів.
Після розпаду імперії Карла Великого регіон зазнав період нестабільності, кульмінацією якого стала поява феодалізму.
З 925 року Зундгау належав герцогству Швабія; воно залишалося частиною Швабії до розпаду герцогства в XIII столітті.

### Священна Римська імперія
У 1125 році Фредерік, син Теодоріка I Монбельярського успадкував південь Ельзасу і став графом Ферретта.
У 1125—1324 рр. значна частина Зундгау перебувала під владою графів Ферретт.
Ульріх III (1310—1324) завоював долину Сент-Амарен, але помер без нащадків.
Його донька Жанна вийшла заміж за Альберхта II, герцога Австрії в 1324 році, і графство Ферретт відійшло до Австрії та було інтегровано з іншими володіннями Габсбургів у цьому регіоні.
Ландграфство Зундгау (також відоме як ландграфство Верхній Ельзас), спадкоємець Каролінзького графства, управлялося графами Габсбургами з 1135 року.
Вони володіли сусіднім графством Зундгау ще раніше.
Габсбурги розширили свої володіння в цій області численними придбаннями в наступні століття, поки до середини XIV століття майже все колишнє Каролінзьке графство не було у володінні Габсбургів.
Їхні консолідовані території в цьому районі стали відомі просто як Зундгау та належали до Австрійського округа імперії після 1512 року.
Габсбурзький Зундгау управлявся з Енсісгайму бейлі (бальї або сенешалем) і поділявся на чотири бейлівіки (Ландсер, Танн, Альткірш і Ферретт).
Ангерран VII де Кусі, безуспішно намагався заволодіти Зундгау під час Гуглерської війни 1375 року.
Станом на 1500 рік австрійський Зундгау охоплював більшу частину південного Ельзасу та межував з такими державами (з півночі, за годинниковою стрілкою): Імперське місто Кольмар, графство Вюртемберг, австрійський Брайсгау, маркграфство Баден, імперське місто Базель, князь-єпископство Базель, графство Монбельяр, герцогство Лотарингія, абатство Мюрбах і князь-єпископство Страсбург (Мундат).
Республіка Мюлуз було анклавом, оточеним Зундгау.
Реформація не зачепила Зундгау, попри близькість Базеля та Мюлузу.
Країна зберегла вірність релігії Габсбургів — католицизму.
Починаючи з 1632 року, Тридцятилітня війна спалахнула в Зундгау з безпрецедентним насильством в історії регіону.
Шведи за підтримки Франції вторглися в країну, грабуючи та спалюючи все на своєму шляху.
У відповідь селяни повстали.
Але повстання вдалося приборкати, а ватажків шведи повісили на придорожніх деревах.
З 1634 року шведи поступилися своїми фортецями французам, а в 1648 році війна завершилася Вестфальським миром.
Кількість жертв була катастрофічною — деякі частини Зундгау втратили до 80 % свого населення.
Країну, лише німецькомовну на той час, завоювала й анексувала Франція, а в 1659 році графство Ферретт було надано кардиналу Мазаріні Людовіком XIV.

### Франція та Німеччина
Початок XVIII століття був періодом розквіту з розвитком сільського господарства та текстильної промисловості. Але економічні та соціальні умови погіршилися в другій половині століття, з надто високими податками та голодом.
У 1789 році відголоси Французької революції досягли Зундгау, і в містечках виникло багато конфліктів, головним чином через непопулярність владущих верств.
У 1790 році Зундгау включено до складу департаменту Верхній Рейн, а Альткірш став його головним містом.
Порядок відновили за часів консулату та імперії.
У XIX столітті мало що змінилося, сільське господарство залишалося основною економічною діяльністю, попри створення таких галузей промисловості, як виробництво черепиці Гілардоні в 1835 році та будівництво ткацьких верстатів Ксав'є Журдена в Альткірш.
У результаті французько-прусської війни 1870 року Зундгау повернувся до Німеччини як частина імперської території Ельзас-Лотарингія.
Економічний розвиток прискорився, і регіон відкрився для решти Ельзасу через відсутність торгівлі з Францією.
Бої Першої світової війни почалися в Зундгау в серпні 1914 р.
Французи підірвали віадук Даннемарі, фронт стабілізувався і розширився від Вогезів до швейцарського кордону.
Населення зазнало артилерійських обстрілів, і, побоюючись шпигунства, багатьох було евакуйовано до комун, які не зазнали війни.
Зундгау повернувся до Франції в 1918 році, але його реінтеграція створила кілька проблем; оскільки Ельзас був німецькомовним, тубільці тепер мали спілкуватись французькою.
Як виключення, німецьку мову в школах викладали три години на тиждень.
Адміністрація була лише французькомовною, а мер призначався французьким урядом.
У міжвоєнний період 56 % населення було зайнято в сільському господарстві, 28 % у промисловості і лише 7 % у галузі послуг.
Під час Другої світової війни після її оголошення, комуни, що межували з Рейном, евакуювали.
Німецька армія перетнула річку 15 червня 1940 року. Після перемир'я 22 червня Зундгау знову опинився в руках німців.
Ельзаських євреїв, кількох північноафриканців і франкомовних вислано до вільної зони між нею та Вішістською Францією.
Німецькі назви комун до 1918 року відновили, а шкільна система повернулася до німецької мови.
З 1942 року молодь зарахували до Гітлерюгенду.
Відтоді також чоловіків, які народилися в 1914—1925 рр., призвали до Вермахту.
Війська генерала Жана де Латтра де Тассіньї досягли Зундгау в листопаді 1944 року, причому Сеппуа-ле-Ба (Нідер Зеппбах) був першим.
Як і після Першої світової війни, виникли мовні проблеми.
У 1945—1984 рр. використання німецької мови в газетах було обмежено до 25 % (попри те, що населення все ще було переважно німецькомовним).
Після війни був період відбудови та економічного зростання.
Славне тридцятиріччя економічного зростання Жана Фурасті, 1945—1973 рр., закінчилися першою нафтовою кризою, і кількість сільськогосподарських робітників падало з року в рік.
Понад 35 % населення, на середину 2020-х, працюють у галузі послуг.